# Florence Beaumont
 (juillet 2019).
Si vous disposez d'ouvrages ou d'articles de référence ou si vous connaissez des sites web de qualité traitant du thème abordé ici, merci de compléter l'article en donnant les références utiles à sa vérifiabilité et en les liant à la section « Notes et références ».
Florence Beaumont, morte le 15 août 1967 à Los Angeles est l'une des neuf artistes américains connus pour s'être immolé afin de protester contre l'escalade de la violence lors de la guerre du Viêt Nam. Elle s'est brûlée avec de l'essence devant un immeuble fédéral à Los Angeles pour protester contre la performance des États-Unis dans la guerre du Viêt Nam. Elle avait deux enfants et était membre du mouvement universaliste-unitarien.